# اريك فرايدلاندر
اريك فرايدلاندر (بالإنجليزية: Eric Friedlander) هو أستاذ جامعي ورياضياتي أمريكي، ولد في 7 يناير 1944 في سان خوان في الولايات المتحدة.